# Ordre du roi

Couronne et manteau des ducs et pairs de France, représentés ici avec les colliers des ordres du roi.

Les ordres du roi étaient, sous l'Ancien Régime, les deux principaux ordres conférés par le roi de France:
- l'ordre de Saint-Michel
- l'ordre du Saint-Esprit.

Les membres de l'ordre de Saint-Michel se disaient chevaliers de l’ordre du roi, alors que les membres de l’ordre du Saint-Esprit s’intitulaient chevaliers des ordres du roi, parce qu'ils étaient toujours membres des deux ordres (sauf les religieux, non membres de l'ordre de Saint-Michel).